# Внешняя политика Ирландии
На внешние отношения Ирландии существенное влияние оказывает ее членство в Европейском Союзе, хотя двусторонние отношения с Соединенными Штатами и Соединенным Королевством также важны для государства. Она входит в группу малых государств ЕС и традиционно придерживается внеблоковой внешней политики. Ирландия исторически стремилась к независимости во внешней военной политике, поэтому не является членом Организации Североатлантического договора и проводит давнюю политику военного нейтралитета. По данным Ирландских сил обороны политика нейтралитета помогла им добиться успеха в их вкладе в миротворческие миссии Организации Объединенных Наций с 1960 года (во время кризиса в Конго), а затем на Кипре, в Ливане и Боснии и Герцеговине

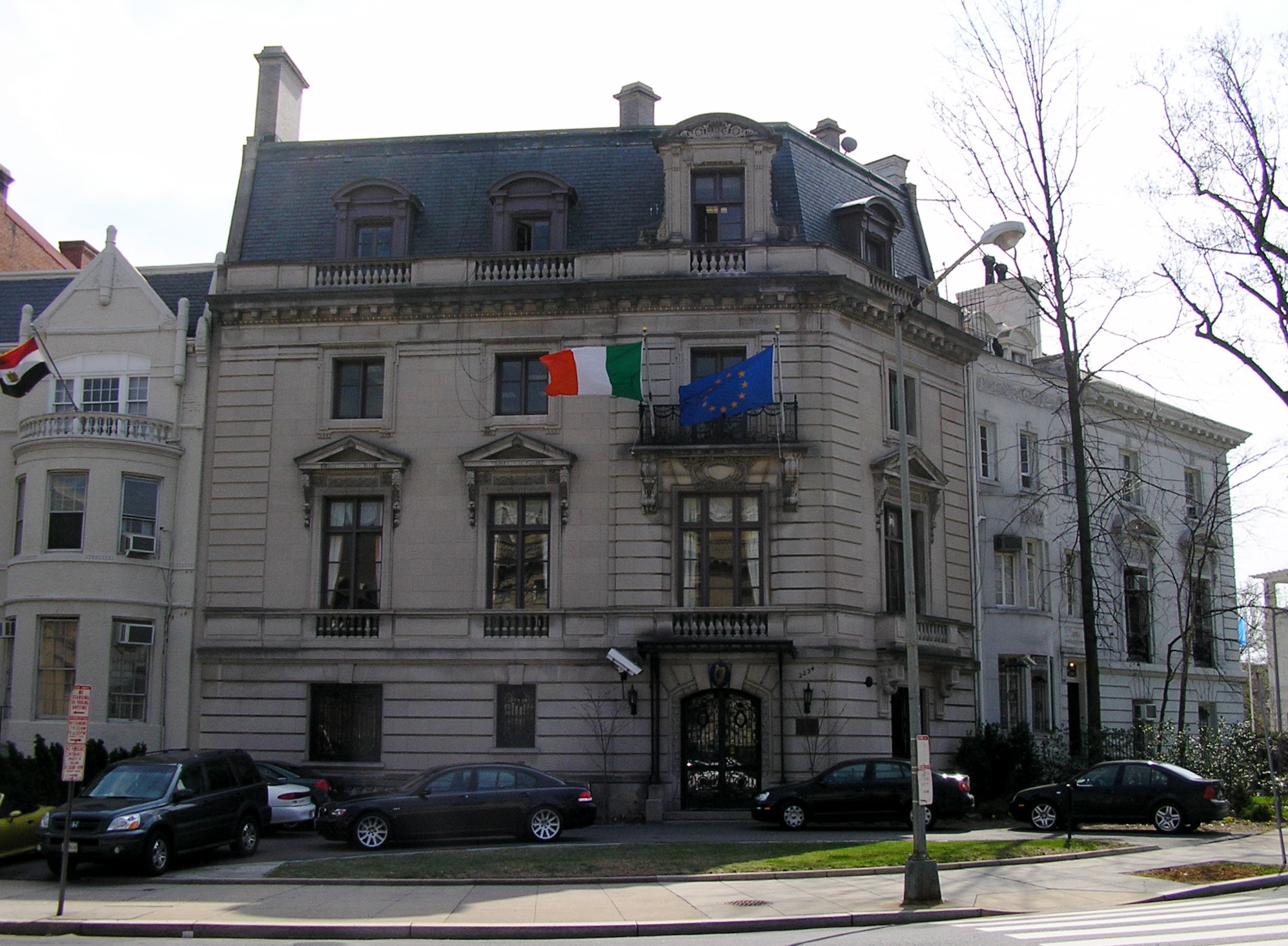
Посольство Ирландии в Вашингтоне

С 1955 года Ирландия является членом ООН, и с 1958 года её войска участвуют в миротворческих акциях.

## Внешняя политика Ирландского свободного государства
Министерство иностранных дел Ирландии было создано в январе 1919 года по решению Дойла несмотря на фактическое двоевластие, царившее в стране, для работы над международным признанием самопровозглашённой республики. Программа, принятая в октябре 1917 года на съезде партии Шинн Фейн, содержала требование участия Ирландии в будущей мирной конференции по итогам Первой мировой войны для признания права страны на определение (одним из аргументов за возможный успех была поддержка ирландской диаспоры, проживавшей в демократических Соединённых Штатах Америки, и лично президента Вильсона). Вследствие этого первой внешнеполитической акцией нового министерства была аккредитация Шона О’Келли и Кавана Даффи на Парижской мирной конференции и их обращение к ней, а также два письма (22 февраля и 31 марта) от О’Келли к президенту конференции Ж. Клемансо и всем её участникам (согласно отчёту, была разослана 71 копия делегатам и 140 копий во французские газеты), в которых высказывались претензии на международное признание республики и её полноправное вхождение в Лигу Наций. В апреле Дойл принял резолюцию о готовности вступить в Лигу Наций, в мае в Париж был среди прочего отправлен официальный меморандум о признании Ирландии независимым суверенным государством; однако, официальный ответ на эти документы так и не последовал. В то же время действиям О’Келли и Даффи противопостояла английская пропаганда. Согласно сохранившимся документам, Вильсон не поддержал Ирландию, дав обещание английскому премьеру Ллойд-Джорджу, уверившему его, что в случае рассмотрения ирландского вопроса на конференции в Англии последует парламентский кризис и отставка правительства. 
В конце июня 1919 года президент конференции выслал государственному секретарю США официальное письмо, в котором сообщал о невозможности рассмотрения ирландского вопроса. Несмотря на неудачу, ирландское правительство продолжило работу по признанию, занявшись пропагандой во Франции (Шон О’Келли), Италии, США и Англии (Арт О’Брайен). Во время данной информационной войны появилась ирландская пресса, в том числе официальный печатный орган ирландского правительства, «Ирландский бюллетень» (с ноября 1919 года, Дублин). Была учреждена консульская служба; первые консулы были отправлены в Буэнос-Айрес, Женеву, Геную, Нью-Йорк. В июне 1919 (и до 1920 года) в США во главе с ирландским президентом Де Валерой работала миссия для сбора средств на работу консулов.
В то же время шла переписка между МакКартеном и непризнанным официально в качестве посла представителем РСФСР Мартенсом, которая весной 1920 привела к проекту договора между РСФСР и Республикой Ирландия. Документ предусматривал взаимопомощь в обеспечении международного признания независимости обеих стран, предусматривалось развитие торговли, привлечение специалистов и медицинской помощи в Россию. Однако, ирландская сторона вела себя непоследовательно в заключении договора, боясь тесных отношений с коммунистической страной. Российская сторона, в свою очередь, оценивала риск налаживания англо-русских отношений, и в целом негативно относилась к буржуазной ирландской революции. В феврале 1921 года произошла встреча МакКартена с Литвиновым в Ревеле, во время которой российская сторона рекомендовала обратиться в Москву, в Наркоминдел; там состоялась встреча с Чичериным, в ходе которой речь шла уже больше о моральной поддержки Россией Ирландии. После подписания в марте 1921 года англо-русского соглашения постепенно стала ясной бесперспективность переговоров, и в июне 1921 года МакКартен покинул страну.
В 1932 году Министерство иностранных дел было переименовано в министерство внешних сношений, и вернуло название в 1971 году.
В 1923 году Ирландское свободное государство вступило в Лигу Наций, в 1924 — при правительстве США был аккредитован ирландский полномочный представитель (это было первым самостоятельным представительством доминиона в международной практике; в конечном счёте благодаря Ирландии в 1930 был принят Вестминстерский статут, согласно которому на доминионы более не распространялись законы британского парламента). В 1928—1929 году была получена аккредитация для дипломатических миссий в Ватикане, Германии и Франции.
В 1973 году Ирландия стала членом Европейского союза.